# Triler (glazba)
Triler (njem. Triller < tal. trillo) [1] (glazbeni ukras) je brzo izmjenjivanje osnovnog (notiranog) tona i njegovog gornjeg susjednog tona. Javlja se u XVI. st. kao figura za razrješenje disonanci u kadencama i sve do XIX. st. uglavnom započinje tonom iznad osnovnoga tona. Triler je jedan od glazbenih ukrasa koji su se probili u svu literaturu kao efektivni način ukrašavanja melodije ili teksturalni ukras (klavirska literatura). Gotovo svaki glazbeni instrument, pa i ljudski glas, mogu izvesti triler. Zapisuje se znakom iznad note (početna slova riječi triler), a ako je na dužoj noti, može se iza njega staviti valovita crta, kao npr.:
Prilikom interpretacije trilera treba voditi računa da promijena tonova bude ritmički ravnomjeran. Triler na kratkoj noti može se izvesti kao praltriler.